# 斛二
蛇夫座κ，中文星官名斛二，是一颗位于蛇夫座的K2型恒星，视星等3.19，距离地球92光年。蛇夫座κ是一颗LB型不规则变星。